# Maya Georgieva
Pour les articles homonymes, voir Georgieva.
Maya Vladimirova Georgieva (en  bulgare : Мая Владимирова Георгиева) est une joueuse de volley-ball bulgare née le 7 mai 1955 à Sofia et morte le 21 septembre 2023.

## Biographie
Maya Georgieva évolue en club au CSKA Sofia dans les années 1980.
Elle remporte avec l'équipe de Bulgarie de volley-ball féminin la médaille de bronze aux Jeux olympiques d'été de 1980 à Moscou.